# KS Futsal Team Brzeg
KS Futsal Team Brzeg – polski klub futsalowy z Brzegu, od sezonu 2020/2021 występujący w Futsal Ekstraklasie, najwyższej klasie rozgrywek w Polsce. 
KS Futsal Team Brzeg do ekstraklasy awansował po zwycięstwie w rozgrywkach grupy północnej I ligi w sezonie 2019/2020. 